# Södertuna
Södertuna (pronunciación en sueco: /sœdɛˈʈʉ̂ːna/) es un castillo medieval localizado en una pequeña isla en el lago Frösjön en el municipio de Gnesta, Suecia. Data del siglo XIV y ahora es un hotel de lujo y centro de conferencias. El edificio principal es de origen medieval, pero fue renovado durante el siglo XVII y a finales del siglo XVIII. La última renovación importante fue en 1892.
Ha pertenecido a miembros de varias familias: Sparre, Lovisin, Palmenfelt, Ehrensvard, Wachtmeister, Adelborg, y von Eckermann.

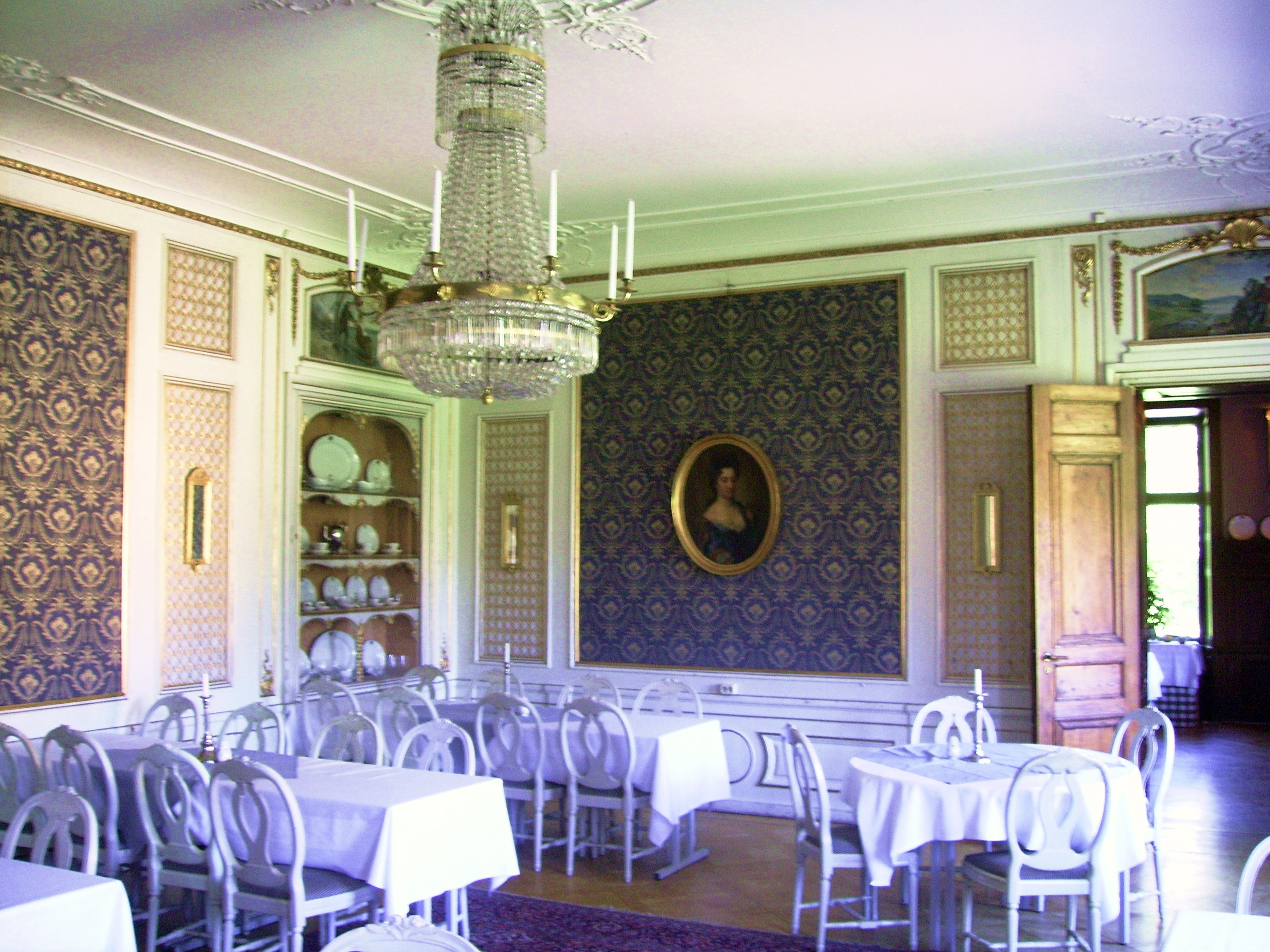
Interior

El castillo y el parque fueron separado en 1985 por la familia von Eckermann. Los nuevos propietarios, junto a una pareja adicional de inversores noruegos, hicieron del palacio un hotel y centro de conferencias, que fue inaugurado en 1986 por la Princesa Cristina. En 2007 el castillo fue vendido a la familia Åström, que también opera el Alojamiento de la Mansión Dufweholms y Gripsholm.